# حسین‌آباد (فردوس، رفسنجان)
حسین‌آباد یک روستا در ایران است که در بخش فردوس شهرستان رفسنجان واقع شده‌است. حسین‌آباد ۵۳۷ نفر جمعیت دارد. 